# Mea culpa (romanzo)
Mea culpa è un romanzo di Annie Vivanti, pubblicato nel 1927.

## Trama
Sulla nave che la porta al Cairo con la cugina, la zia e il capitano inglese Norman Grey, la diciottenne Astrid conosce l'egiziano Saad Nassir. La giovane mal comprende l'assoluto disprezzo con cui i coloni considerano gli egiziani, spietatamente oppressi, e ogni notte incontra in segreto l'affascinante arabo, destinato presto a diventare un'importante figura nella lotta indipendentista del suo paese. Pur condividendone gli ideali e pur estranea alla frivola mondanità in cui vivono i suoi compatrioti, Astrid si sente moralmente legata anche a loro.
Quando, al Cairo, scopre che gli inglesi stanno per compiere una violenta rappresaglia contro il vicino villaggio, in cui vive Saad, Astrid si reca clandestinamente da lui per avvertirlo. Travolti dalla passione, i due passano alcuni giorni insieme. Tornata in albergo, Astrid, che i parenti credono abbia passato alcuni giorni nel deserto con delle turiste norvegesi, viene chiesta in sposa da Norman. Dopo il matrimonio i coniugi trascorrono un periodo in Scozia, dai genitori di lui, dove nasce una bambina, Darling. Astrid reprime il ricordo dell'amato egiziano, dedicandosi anima e corpo al marito. Sei anni più tardi, nuovamente in Egitto al suo seguito, la donna riceve un'inaspettata visita da Saad Nassir, reduce dalla prigionia in un campo di concentramento. Le rivela di non averla dimenticata, ma Astrid lo respinge.
Dieci anni dopo Darling ha ricevuto un'ottima educazione londinese ed è ormai in età da marito. Chiesta in sposa dal duca di Burckley, che già da bambino le aveva fatto una promessa di matrimonio in riva al Nilo, Darling convola a nozze con l'uomo, divenuto tenente. Privata di Darling, Astrid avverte tutto il peso della sua solitudine. Durante un ulteriore soggiorno in Egitto, comincia a prodigarsi in azioni di volontariato con i poveri del luogo, benché il marito fatichi a comprendere la sua scelta.
Quando per Darling, rimasta incinta, si avvicinano i mesi del parto, la fanciulla viene a trascorrere un periodo in famiglia, per la gioia della madre. Il parto si rivela estremamente complicato; la nascitura viene salvata, ma Darling muore. Norman e Harold rimangono esterrefatti alla vista della bambina, chiaramente figlia di un arabo. Convinti che la traditrice sia Darling, la maledicono, ma Astrid scagiona la figlia, rivelando la sua relazione con Saad Nassir: Darling è il frutto della loro unione. Norman rinnega la moglie e Harold abbandona una figlia nata attraverso una catena d'impurità. I due uomini partono per l'Europa, lasciando Astrid da sola. A quel punto la donna, portando in braccio la creatura, raggiunge la dimora di Saad Nassir.

## Prima edizione
- Mea culpa, Milano, Mondadori, 1927